# La Stampa
La Stampa è un quotidiano italiano, con sede a Torino. È il sesto quotidiano italiano per diffusione con una media di 74 647 copie vendute ad ottobre 2024. Fu fondata con la testata Gazzetta Piemontese; assunse il nome attuale nel 1895.

## Storia

### Dalla fondazione a Frassati
La Stampa fu fondata a Torino il 9 febbraio 1867 con il nome di Gazzetta Piemontese dal giornalista e scrittore Vittorio Bersezio e dal politico Casimiro Favale. Il motto del giornale era «Frangar non flectar» ("Mi spezzerò non mi piegherò") e il prezzo era di 5 centesimi di lire. Nei primi anni di vita il giornale uscì dalla tipografia di Favale, in via Dora Grossa, ebbe una tiratura di 7-8 000 copie e due edizioni giornaliere, mattutina e pomeridiana. Nel 1880 la Gazzetta Piemontese fu acquistata dal deputato liberale Luigi Roux, che ne assunse anche la direzione. Tra i collaboratori del giornale spiccano i nomi dei deputati Silvio Spaventa e Ruggiero Bonghi.
Nel 1894 divenne comproprietario l'imprenditore e giornalista Alfredo Frassati, che affiancò Roux nella direzione. Da condirettore decise di rilanciare il giornale. La testata fu modificata in La Stampa Gazzetta piemontese, mentre motto e prezzo restarono immutati. Il quotidiano apparve con la nuova testata il 1º gennaio 1895; il vecchio nome, pur retrocesso a sottotitolo, era più evidente del nuovo. Le proporzioni vennero invertite dal 30 marzo 1895. Frassati trasferì poi la sede in un palazzo di piazza Solferino. Introdusse anche nuove tecnologie: arrivò la linotype, una delle prime in Italia (le linotype raggiungeranno il numero di trentasette).
In pochi anni la tiratura de La Stampa salì a 50 000 copie. Nel 1900 Roux cedette la proprietà della testata: due terzi a Frassati e un terzo al finanziere E. Pollone. Frassati assunse così la carica di direttore e poté scegliere in autonomia la linea editoriale. Impresse una linea politica di sostegno a Giovanni Giolitti, di cui divenne uno dei maggiori sostenitori. Chiamò brillanti intellettuali come Luigi Einaudi, Francesco Saverio Nitti e Gaetano Mosca. Dette vita a un supplemento illustrato sportivo (La Stampa Sportiva, 19 gennaio 1902) e ad una rivista dedicata al mondo femminile (La Donna, 27 dicembre 1904). Il 12 agosto 1908 sparì il sottotitolo Gazzetta piemontese e rimase solo in evidenza La Stampa come unico titolo del quotidiano. La tiratura salì costantemente fino a sfiorare le 100 000 copie nel 1910, facendo della Stampa il primo quotidiano di Torino davanti alla Gazzetta del Popolo e il secondo del Nord. In occasione dell'entrata dell'Italia nella prima guerra mondiale sostenne la posizione neutralista, in sintonia con il governo dell'epoca.
La Gazzetta Letteraria
Nel 1877 Vittorio Bersezio fondò un periodico che, a buon diritto, può essere considerato il primo settimanale culturale italiano legato a un quotidiano: la Gazzetta Letteraria. Supplemento festivo della Gazzetta Piemontese (infatti per il primo anno prese il nome di «Gazzetta Piemontese Letteraria»), fu diretta dallo stesso Bersezio fino al 1880, poi da Giuseppe Depanis, da Domenico Lanza e infine da Luigi Filippo Bolaffio (1894-1902). Pubblicò recensioni e si prefisse di tenere informati i lettori sulle più importanti novità letterarie, segnalandole tempestivamente. Fu chiusa da Alfredo Frassati nel 1902.

### L'ingresso degli Agnelli
Il 1º dicembre 1920 il gruppo finanziario-industriale Agnelli-Gualino acquistò la quota di Pollone insieme al diritto di prelazione sulle quote di Frassati. Dopo l'assassinio di Giacomo Matteotti (11 giugno 1924) il quotidiano si schierò su posizioni anti-mussoliniane. Per aver preso questa posizione, Frassati dovette cedere la proprietà del giornale a un gruppo gradito al capo del governo. Il 29 settembre 1925 il giornale venne sospeso (fu un avvertimento del regime). Quando tornò in edicola il 3 novembre, Frassati ebbe i giorni contati: rassegnò le dimissioni il 9 novembre 1925. Nel suo ultimo anno alla guida del quotidiano, La Stampa si era assestata su una tiratura di 176 000 copie. Nel 1926 la FIAT (ovvero la famiglia Agnelli) ne rilevò la proprietà con l'avallo delle autorità fasciste. Il nuovo direttore, Andrea Torre, allineò il giornale sulle direttive del regime, ma il quotidiano perse copie, a favore del diretto concorrente Gazzetta del Popolo, che lo superò diventando il primo quotidiano torinese.
Il 31 dicembre 1930 uscì il primo numero de La Stampa della Sera (dal gennaio 1937 Stampa Sera), edizione pomeridiana e del lunedì del quotidiano torinese (giorno in cui tradizionalmente La Stampa non veniva pubblicata). Caporedattore era lo scrittore senese Mino Maccari. Nel 1934 la sede del quotidiano fu trasferita in un grande palazzo che s'affacciava su via Roma con ingresso dalla Galleria San Federico. Con la direzione di Alfredo Signoretti le vendite de La Stampa cominciarono ad aumentare, dopo le sensibili riduzioni della tiratura verificatesi all'inizio del decennio. Nel febbraio 1943 La Stampa era stabilmente il secondo quotidiano italiano con 550 000 copie di tiratura media (posizione che manterrà fino al 1986).

Dopo l'8 settembre e la conseguente invasione nazista della penisola, La Stampa, come gli altri giornali del Nord Italia, dovette allinearsi alle direttive del governo filo-tedesco. Il 26 aprile 1945 uscì l'ultimo numero e dopo la Liberazione (3 maggio 1945) il Comitato di liberazione nazionale (CLN) ottenne la sospensione del quotidiano torinese per connivenza con la Repubblica Sociale Italiana.
Grazie all'appoggio degli Alleati, il quotidiano ritornò nelle edicole il 18 luglio 1945 sotto la direzione di Filippo Burzio (che l'aveva già diretta dal 10 agosto all'8 settembre 1943).

Il 15 luglio il Comando militare alleato aveva chiuso il Corriere del Piemonte, un foglio cittadino nato dopo la Liberazione con l'appoggio del Psychological Warfare Branch anglo-americano. Il CLN del Piemonte protestò per non essere stato consultato; una dimostrazione di piazza, davanti alla sede del Corriere, provocò alcuni incidenti. Il governatore alleato di Torino, colonnello Marshall, reagì ordinando la sospensione di tutti i quotidiani torinesi. 

Il 21 luglio Alfredo Frassati dovette cambiare la testata in La Nuova Stampa per evitare il sequestro da parte delle autorità militari alleate.
Dal 1º gennaio 1946 il quotidiano ritornò di proprietà degli Agnelli.

### Dal 1948 al 1990
Il periodo 1948-1968 fu dominato dalla figura di Giulio De Benedetti, carismatico direttore. Vittorio Valletta, presidente e amministratore delegato della Fiat, gli pose due obiettivi: conquistare gli operai delle fabbriche della società, in grande maggioranza lettori de l'Unità, e recuperare i lettori passati alla concorrente Gazzetta del Popolo. Non avendo un grande budget a disposizione De Benedetti inventò un giornale-mosaico: oltre alle notizie fornite della redazione, prese in affitto i corrispondenti esteri dei quotidiani romani, scelse anche singoli pezzi già pubblicati da inserire nella sua Terza pagina, e inventò la fortunata rubrica di dialogo con i lettori «Specchio dei tempi» (apparsa per la prima volta il 17 dicembre 1955), che esiste tuttora. Tra le invenzioni di Giulio De Benedetti vanno ricordate le «Cronache della scienza», una pagina settimanale, la prima su quotidiano,interamente dedicata alla scienza e diretta da Didimo (Rinaldo De Benedetti).
Riuscì così ad offrire un prodotto di qualità e a mantenere al contempo l'indipendenza del giornale. La Stampa ritornò ad essere il primo quotidiano a Torino e tra i primi in Italia. Era l'unico quotidiano importante alternativo al duopolio DC-sinistra, che dominava la scena italiana. In questo periodo, fino agli anni ottanta, La Stampa usciva anche in edizione pomeridiana (eccetto la domenica e i festivi) come Stampa Sera. Il lunedì mattina usciva con la testata Stampa Sera. Alla metà degli anni sessanta, La Stampa vendeva in media 375 000 copie, alle quali si aggiungevano le 175 000 di Stampa Sera.
Nel 1968 la sede de La Stampa fu trasferita in via Marenco 32, in un edificio lamellare in vetro, realizzato dall'Impresa Carpegna e Sabbadini su progetto Fiat, Divisione Costruzione e Impianti. Rimarrà la sede del quotidiano fino al 2012. Nella vecchia sede in via Roma il giornale mantenne la proprietà delle stanze al piano terreno del palazzo, che destinò a sale di rappresentanza per il pubblico. La tradizione di un giornalismo tutto fatti, non ideologico e pragmatico proseguì con il successore di De Benedetti, Alberto Ronchey (1968-73), giornalista e sociologo. Gianni Agnelli, successore di Valletta alla Fiat, volle un giornale che oltrepassasse i confini del Nord-ovest per diventare finalmente una testata nazionale. Per sprovincializzare La Stampa, Ronchey puntò sugli esteri e sulle notizie di economia. Con collaboratori come Carlo Casalegno, Alessandro Galante Garrone, Luigi Firpo e Norberto Bobbio riuscì a consolidare la propria presenza sul piano nazionale. Senza trascurare la cronaca: Ronchey, infatti, raggiunse la punta massima di vendite pubblicando in prima pagina la vicenda di una bambina rapita e uccisa ad Alba. Alla cultura Ronchey chiamò come consulente lo scrittore Guido Piovene. Poco dopo vennero Giovanni Arpino e Guido Ceronetti.
Dopo cinque anni alla direzione, Ronchey ritornò all'attività di inviato internazionale e sociologo di primo piano nel 1973. Fu l'anno in cui il Corriere della Sera, il primo quotidiano italiano, cambiò linea politica schierandosi a sinistra. La Stampa ebbe l'occasione di diventare il punto di riferimento dei moderati. Al quotidiano torinese arrivò Arrigo Levi. Nel 1974 Levi schierò il quotidiano sul No al referendum abrogativo del divorzio (quindi per il mantenimento della legge sul divorzio). Il 1º novembre 1975 nacque il supplemento letterario Tuttolibri. A metà del decennio la tiratura aveva superato il muro delle 500 000 copie giornaliere, con una foliazione di 28 pagine. Nonostante l'aumento dei costi di produzione dei giornali, alla metà degli anni settanta il quotidiano torinese manteneva con 445 307 copie di tiratura la seconda posizione tra i quotidiani italiani d'informazione, secondo solo al Corriere. Con una peculiarità: La Stampa era conosciuta in tutta Italia e all'estero, ma continuava ad avere lettori prevalentemente locali: 1/5 delle copie erano vendute a Torino città e nel suo hinterland.
Il 16 novembre 1977 il vicedirettore Carlo Casalegno fu vittima di un agguato terrorista: colpito con quattro colpi al volto, morì il 29 novembre, dopo tredici giorni di agonia. Fu la prima volta che le Brigate Rosse uccisero volutamente un giornalista. In un giorno del 1978 La Stampa incappò in un incidente diplomatico. Fruttero e Lucentini avevano scritto un elzeviro satirico su Muʿammar Gheddafi, il presidente della Libia. Il leader arabo s'infuriò e minacciò la Fiat di ritorsioni economiche se non avesse ottenuto l'allontanamento del direttore Arrigo Levi, che avvenne il 6 novembre 1978.

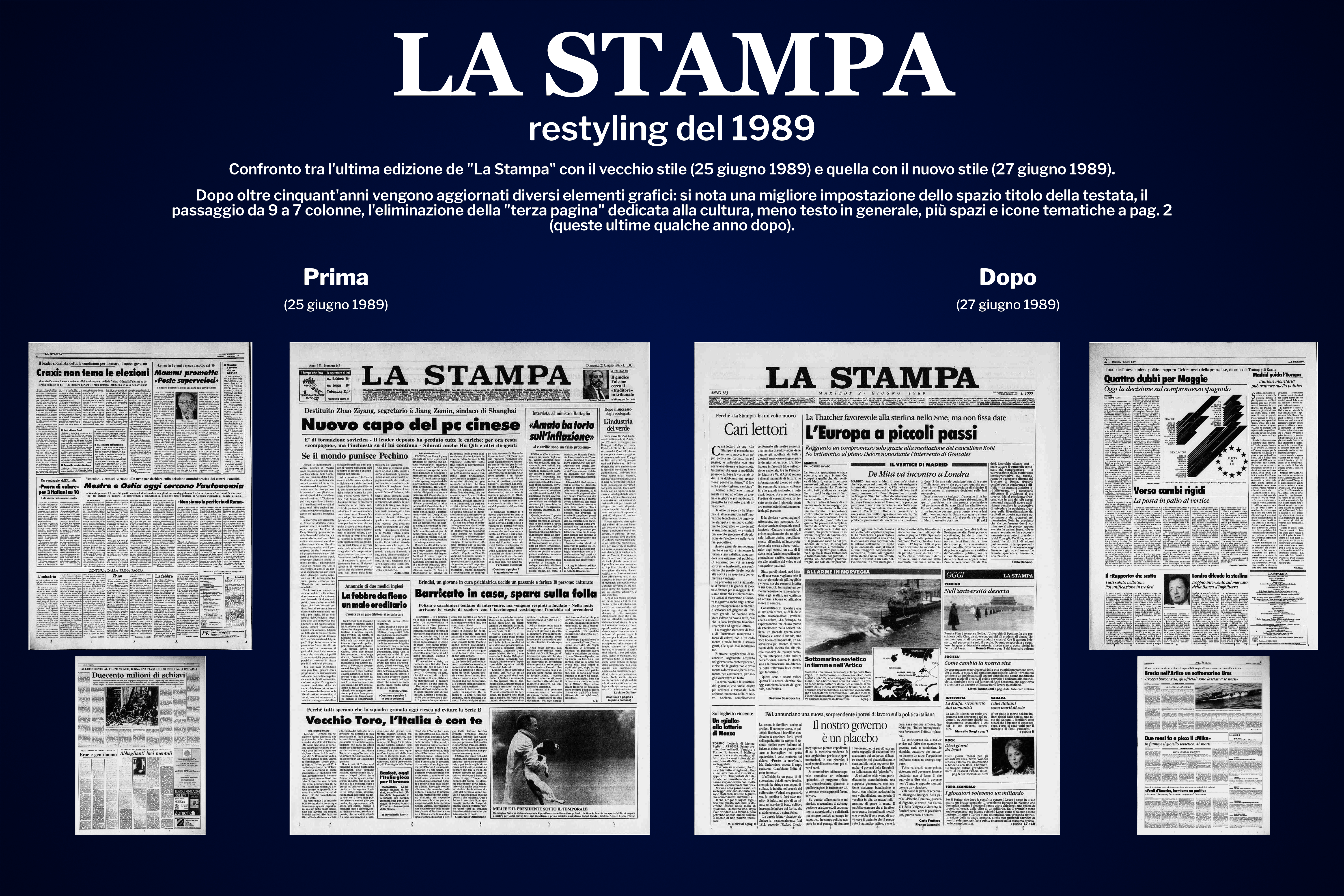
L'importante restyling de La Stampa del 1989: passaggio da 9 a 7 colonne, titoli di tutte le gerarchie messi in risalto, eliminazione della "terza pagina" dedicata alla cultura, più spazi in generale.

Il nuovo direttore fu Giorgio Fattori, proveniente dalla direzione del settimanale L'Europeo, dove aveva fatto molto bene. Quando Fattori prese in mano La Stampa il giornale era un po' in sofferenza. Lo lasciò dopo 8 stagioni, durante le quali introdusse nuove tecnologie (la teletrasmissione ed il computer), potenziò gli inserti (inventò nel 1981 Tuttoscienze, ora TsT, diretto da Piero Bianucci) e portò in crescita la diffusione. Durante il suo mandato la diffusione del quotidiano aumentò di 63 000 copie. Quando se ne andò i conti erano tornati a posto. Durante la successiva direzione di Gaetano Scardocchia (1986-1990), La Stampa subì un completo 'restyling' nel giugno 1989: ridusse il formato, passando da nove a sette colonne, e, uniformandosi agli altri quotidiani, soppresse la Terza pagina, rinviando la cultura nelle pagine interne.
Nel corso degli anni ottanta la tiratura aumentò, seguendo una tendenza che interessava la stampa quotidiana, che attraversò una fase di ripresa: nel 1985 salì a 549 749 e nel 1989 toccò le 571 462 copie, per mantenersi costante su questo livello fino al 1994.
Anche la tiratura degli anni novanta fu in linea con la tendenza generale della stampa nazionale: fino al 1994 rimase sui livelli degli anni precedenti (573 175), poi iniziò a diminuire: nel 1999 le copie erano scese a 529 675 e nel 2009-10 a 407 181.

Nel 1986 La Stampa fu superata nelle vendite da la Repubblica, in rapida ascesa, scendendo dal secondo al terzo posto tra i quotidiani d'informazione.

### Dal 1990 al 2014
Con Paolo Mieli (1990-1992) comincia un ricambio generazionale. Il nuovo direttore dà maggiore attenzione alla televisione e nomina alcuni brillanti collaboratori destinati a prendere il posto dei due grandi decani: Norberto Bobbio e Alessandro Galante Garrone. Come vice-direttore sceglie Ezio Mauro, piemontese. Durante la Guerra del Golfo (1990-1991), mentre i due maggiori quotidiani italiani fanno a gara a chi pubblica più pagine (piene di notizie, resoconti, interviste, ecc.) La Stampa inventa la formula del "diario": quello militare di Mario Ciriello, quello italiano molto pacifista di Lietta Tornabuoni, quello arabo di Igor Man, quello tv di Oreste Del Buono e quello americano di Furio Colombo. La formula riscuote successo presso il pubblico e fa aumentare la credibilità del giornale. Finito il conflitto, comincia a tenere un "diario" l'inviato Paolo Guzzanti, che raccoglie le confidenze del presidente Francesco Cossiga e le spiega ai lettori. Mieli innova anche le pagine di politica interna: il "retroscena", cioè la spiegazione di quello che i politici fanno e pensano dietro la facciata delle loro parole, diventa una testatina di pagina. Decide di portare a sette le uscite del quotidiano. Fino ad allora, infatti, La Stampa usciva dal martedì alla domenica, mentre lunedì faceva spazio a Stampa Sera. L'ultimo numero di Stampa Sera, dopo 62 anni di vita, esce il 18 aprile 1992.
Lombardo d'origine e romano d'adozione, Paolo Mieli riesce nella difficile impresa di "de-juventinizzare" il giornale (lo riconoscerà anche il presidente del Torino, Gianmauro Borsano).
Con il successore di Mieli, Ezio Mauro (1992-1996), debutta il settimanale Specchio della Stampa (27 gennaio 1996). Nel 1999, sotto la direzione di Marcello Sorgi (Gianni Riotta condirettore), nasce l'edizione web del quotidiano. Nei primi anni Duemila viene inaugurata una politica di abbinamenti con varie testate locali, diffuse in tutta la penisola.
Il 19 novembre 2006 il direttore Giulio Anselmi porta a compimento una storica riduzione del formato del giornale, sull'onda di un cambiamento che sta interessando tutti i quotidiani in formato "lenzuolo". La Stampa riduce le dimensioni da 38x53 a 31x45 cm, approdando al formato Berlinese, a sei colonne. Il cambio di dimensione, voluto dall'editore e deciso durante la precedente direzione di Marcello Sorgi, insieme all'adozione del colore su tutte le pagine e al restyling della testata, sfida le abitudini consolidate dei lettori. La scommessa è vinta, come hanno dimostrato i dati di vendita. Dal 2009 La Stampa è disponibile in carta elettronica sui lettori e-book.
Nel 2009 un piano di ristrutturazione del giornale ha iniziato un programma di riduzione di un terzo degli organici giornalistici e poligrafici entro la fine del 2010.
Dal giugno 2011 il sito web ha attivato un canale, chiamato  VaticanInsider., sulla Santa Sede e la chiesa cattolica nel mondo. Dal 10 settembre 2012 la nuova sede del giornale è in Via Lugaro 15 a Torino.

#### L'archivio storico digitalizzato
Dal 29 ottobre 2010, dopo un lavoro di digitalizzazione e indicizzazione durato anni, finanziato da un Comitato per la Biblioteca Digitale dell'Informazione Giornalistica di cui fanno parte Fondazione CRT, Compagnia di San Paolo, La Stampa e Regione Piemonte, viene reso disponibile on-line gratuitamente l'intero archivio storico della testata dalla nascita al 31 dicembre 2005, contiene tutti i numeri del quotidiano usciti dal 1867 al 2005, incluse le edizioni principali del mattino, quelle serali e i supplementi, per un totale di circa 1 750 000 pagine, 5 000 000 di articoli e 4 500 000 fotografie e illustrazioni.

### La nuova società editrice

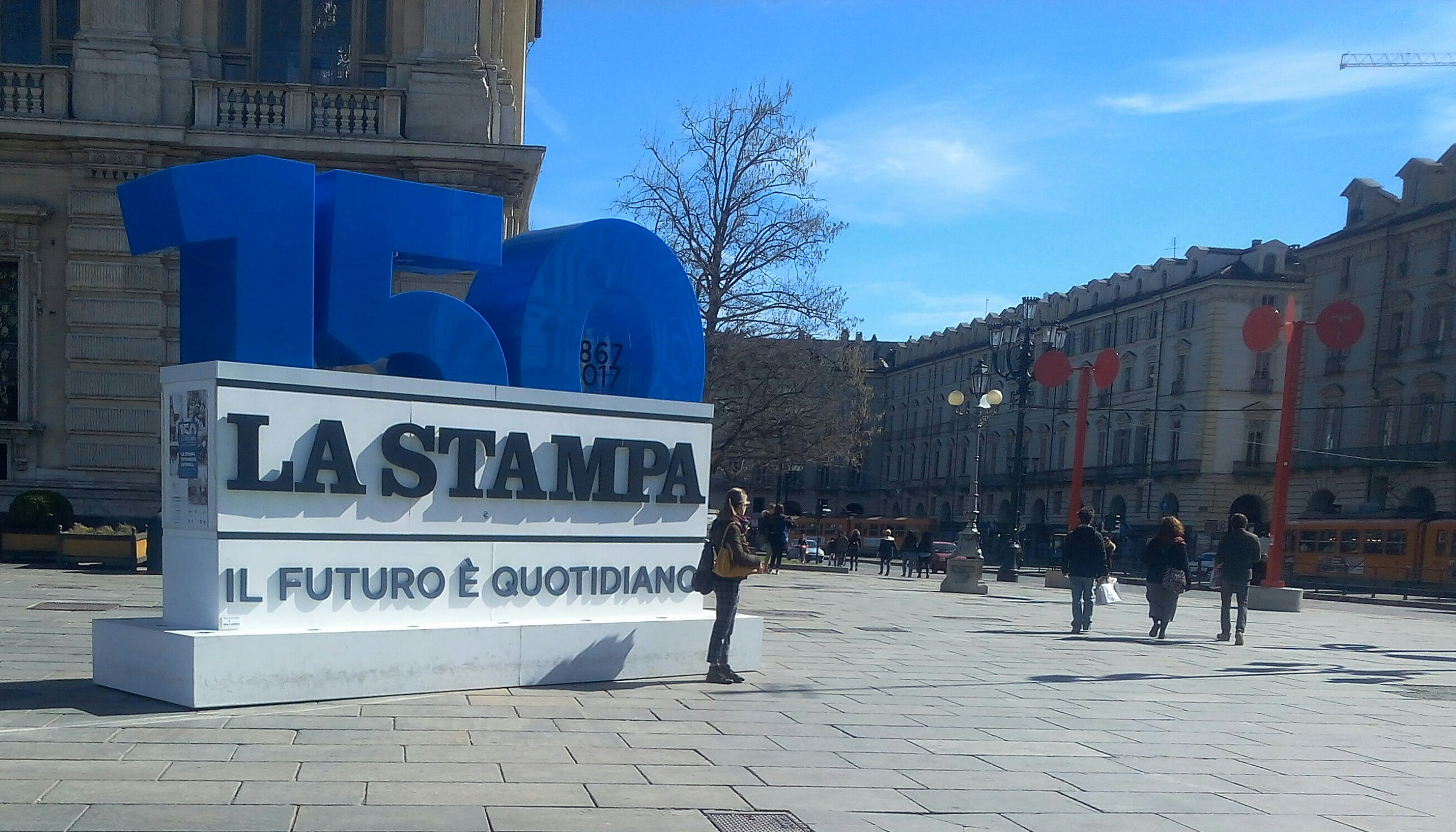
Pannello celebrativo del 150º anniversario della «Stampa» (Torino, piazza Castello).

Il 2 agosto 2014 la società editrice del quotidiano, l'«Editrice La Stampa» di John Elkann (Fiat Chrysler Automobiles), ha annunciato, in un comunicato congiunto con la «Società Edizioni e Pubblicazioni (SEP)» di Carlo Perrone, editrice de Il Secolo XIX, il progetto di fusione per incorporazione della SEP nella prima, creando così una nuova società denominata «Italiana Editrice S.p.A.», partecipata da Fiat Chrysler per il 77% e dalla famiglia Perrone per il 23%, compresa anche l'integrazione delle sussidiarie pubblicitarie e mass media, come Publikompass (di Edizioni La Stampa), Publirama e Radio19 (entrambe di SEP).
Con questa operazione, a partire dal 1º gennaio 2015, è nato un gruppo editoriale composto da 240 giornalisti (sommando le redazioni dei due quotidiani) e con una quota giornaliera di 260 000 copie vendute, alla pari degli altri maggiori gruppi editoriali, come RCS MediaGroup, editore del Corriere della Sera, e Gruppo Editoriale L'Espresso, editore de la Repubblica.
Il 5 novembre 2015 esce il nuovo settimanale Origami, pubblicato tutti i giovedì in allegato sia a La Stampa che al Secolo.

### GEDI Gruppo Editoriale
Nel 2016, Italiana Editrice S.p.A. viene acquistata dal Gruppo Editoriale L'Espresso che nel 2017, a incorporazione effettuata, modifica il proprio nome in GEDI Gruppo Editoriale S.p.A. Viene costituita una nuova società, «Gedi News Network» (GNN) per la pubblicazione dei quotidiani del gruppo, tra i quali La Stampa.
Dal 12 maggio 2018 il quotidiano esce in una nuova veste grafica. L'elemento più evidente è il cambiamento del tipo di carattere: il nuovo font è il Charter. Le dimensioni del testo sono leggermente più grandi. Inoltre la sezione "Cultura, società e spettacoli" è riunita sotto la testata "Tempi moderni", riconoscibile dall'uso del colore rosa nelle pagine. Il cambiamento è stato deciso dal nuovo editore. Nello stesso periodo il sito lastampa.it introduce la sezione «Top News», che comprende editoriali, articoli e inchieste leggibili su abbonamento.
Dal 2015 al 2019 tutti gli articoli sono stati pubblicati con licenza Creative Commons BY-NC-ND. A ottobre del 2019 sono stati digitalizzati e resi gratuitamente disponibili tutti gli articoli pubblicati dal 1867 al 2005 compresi.
Dal 2 marzo 2020 le notizie vengono redatte e pubblicate direttamente online durante l'arco della giornata, gli stessi articoli compaiono poi sul giornale cartaceo il giorno successivo (digital first). La Stampa è il primo fra i grandi quotidiani italiani ad adottare questo tipo di processo di produzione delle notizie.
Il 23 aprile 2020 Molinari lascia la direzione per assumere quella di la Repubblica; al suo posto arriva Massimo Giannini, ex direttore di Radio Capital ed ex conduttore di Ballarò su Rai 3. Il 7 ottobre 2023 lascia il posto ad Andrea Malaguti, vicedirettore vicario del giornale.

## Rubriche storiche
Segue un elenco, non esaustivo, delle principali rubriche caratteristiche apparse nel corso della storia de La Stampa:
| Nome:                                           | Periodo:                                                                 | Note: |
| ----------------------------------------------- | ------------------------------------------------------------------------ | --- |
| Terza pagina                                    | 1906/1907 - 25 giugno 1989                                               | Spazio (all'inizio come mini-rubrica "Arti e scienze" e successivamente l'intera terza pagina del quotidiano) dedicato alla cultura, in senso molto approfondito ed erudito. Dal 27 giugno 1989, con il grande restyling del quotidiano, viene rinominata "Società e Cultura" e spostata a metà quotidiano, trattante più in generale di costumi e società. Rubrica simile a quella di altri quotidiani italiani e posizionata sempre in terza pagina. |
| Stato civile di Torino / Bollettino demografico | 1869 circa - 1971/1972 circa (presente almeno fino al 15 settembre 1970) | Mini-rubrica schematica che riportava il numero di nati e morti del giorno precedente della città di Torino; dal 1935 la rubrica si arricchisce con dati più approfonditi ("nati vivi", "nati morti", "morti prima della denuncia" e "morti"). Negli ultimi anni (anni '60) pubblicata a giorni alterni o più raramente ancora ed inserita nello spazio "Echi di cronaca".                                                                             |
| Romanzi a puntate                               | 1867 - prima metà del Novecento                                          | Striscia di spazio, in fondo a una sola pagina, dedicata a un mini-romanzo a puntate dei più svariati autori italiani ed esteri. |
| Cento anni fa                                   | Prima metà del Novecento                                                 | Piccola rubrica consistente nel riportare una notizia, della vecchia Gazzetta Piemontese di inizio Ottocento, accaduta esattamente cento anni prima. |
| La vita che si vive                             | 1867 - Prima metà del Novecento                                          | Rubrica riportante fatti di cronaca degni di nota. |
| Reati e pene / I processi                       | 1867 - Prima metà del Novecento                                          | Rubrica riportante i principali procedimenti giudiziari (e le svolte degli stessi). |

## Direttori
- Vittorio Bersezio (1867-1880)
- Luigi Roux (1880 - 16 ottobre 1900)
  - Alfredo Frassati (condirettore, 31 marzo 1895 - 16 ottobre 1900)
- Alfredo Frassati (17 ottobre 1900 - 29 settembre 1925)[38]
- Luigi Michelotti e Gino Pestelli (3 novembre 1925 - 31 ottobre 1926)[39]

Graditi al regime fascista
- Andrea Torre (30 novembre 1926 - 11 febbraio 1929)
- Curzio Malaparte (12 febbraio 1929 - 30 gennaio 1931)[40]
- Augusto Turati (31 gennaio 1931 - 12 agosto 1932)
- Alfredo Signoretti (13 agosto 1932 - 25 luglio 1943)

Dopo la caduta del fascismo: nomine approvate dal Minculpop defascistizzato
- Vittorio Varale (28 luglio 1943 - 9 agosto 1943)
- Filippo Burzio (10 agosto 1943 - 9 settembre 1943)[42]

Nomine approvate dal Minculpop della RSI
- Angelo Appiotti (18 settembre 1943 - 9 dicembre 1943)
- Concetto Pettinato (10 dicembre 1943 - 3 marzo 1945)
- Francesco Scardaoni (4 marzo - 26 aprile 1945)

Sospensione per decreto del CLN: 28 aprile - 17 luglio 1945
Nominato dal CLN
- Filippo Burzio (18 luglio 1945 - 25 gennaio 1948)[43][44]

Scelti dal gruppo Fiat
- Giulio De Benedetti[45] (27 gennaio 1948 - 4 dicembre 1968)[46]
- Alberto Ronchey (5 dicembre 1968 - 4 dicembre 1973)
- Arrigo Levi (5 dicembre 1973 - 6 settembre 1978)
- Giorgio Fattori (7 settembre 1978 - 10 febbraio 1986)
- Gaetano Scardocchia (11 febbraio 1986 - 21 maggio 1990)
- Paolo Mieli (22 maggio 1990 - 4 settembre 1992)
- Ezio Mauro (5 settembre 1992 - 30 aprile 1996)
- Carlo Rossella (1º maggio 1996 - 22 settembre 1998)
- Marcello Sorgi (23 settembre 1998 - 20 luglio 2005)
- Giulio Anselmi (21 luglio 2005 - 22 aprile 2009)
- Mario Calabresi (23 aprile 2009 - 31 dicembre 2015)
- Maurizio Molinari (1º gennaio 2016 - 23 aprile 2020)

Scelti da GEDI Gruppo Editoriale
- Massimo Giannini (24 aprile 2020 - 6 ottobre 2023)
- Andrea Malaguti (dal 7 ottobre 2023[47])

## Firme

### Secolo XX
- Giovanni Arpino
- Mario Bassi
- Enzo Bettiza
- Enzo Biagi
- Ugo Buzzolan
- Carlo Casalegno
- Alberto Cavallari
- Guido Ceronetti
- Giuseppe Depanis
- Rinaldo De Benedetti, noto come Didimo
- Umberto Eco
- Enrico Emanuelli
- Carlo Fruttero
- Virginio Gayda
- Carlo Laurenzi
- Emanuele Macaluso
- Igor Man
- Vittorio Messori
- Augusto Minzolini
- Leo Pestelli
- Guido Piovene
- Sandro Sandri
- Luisa Macina Gervasio, nota come Luigi di San Giusto
- Alberto Savinio
- Barbara Spinelli
- Anacleto Verrecchia

### Oggi
- Flavia Amabile
- Lucia Annunziata
- Marco Ansaldo
- Riccardo Barenghi
- Roberto Beccantini
- Enzo Bettiza
- Piero Bianucci
- Alberto Bisin
- Franco Bruni
- Mimmo Càndito
- Alessandra Comazzi
- Guido Ceronetti
- Maria Corbi
- Maurizio Cucchi
- Mario Deaglio
- Mattia Feltri
- Fabrizio Ferrari
- Paolo Gallarati
- Franco Garelli
- Federico Geremicca
- Massimo Gramellini (fino al 2017)
- Carlo Federico Grosso
- Jacopo Iacoboni
- Francesco La Licata
- Luigi La Spina
- Stefano Lepri
- Bernard-Henri Lévy (dal 2018)[48]
- Cesare Martinetti
- Fabio Martini
- Anna Masera
- Paolo Mastrolilli
- Alberto Mattioli
- Maria Teresa Meli (fino al 2015)
- Maurizio Molinari
- Gianluca Nicoletti
- Emanuele Novazio
- Francesca Paci
- Vittorio Emanuele Parsi
- Walter Passerini
- Flavia Perina
- Giorgio Pestelli
- Domenico Quirico
- Antonella Rampino
- Carla Reschia
- Luca Ricolfi (fino al 2014)
- Gian Enrico Rusconi
- Linda Laura Sabbadini
- Claudio Sabelli Fioretti
- Fabio Scuto
- Marcello Sorgi
- Lorenzo Soria (fino al 2020)
- Giordano Stabile
- Federico Varese

## Edizioni regionali
La testata è diffusa soprattutto nel Nord Ovest, per la grande maggioranza in Piemonte, Valle d'Aosta e Liguria, dove le redazioni locali sono tra i punti di forza principali del quotidiano. Un accordo per l'uscita in abbinamento locale con una serie di piccoli e medi quotidiani sparsi in tutto il Paese (i maggiori dei quali sono Cronache di Napoli, Corriere di Caserta, Corriere Mercantile, Corriere Romagna, Cronache del Mezzogiorno, Il Domani della Calabria, Il Domani di Bologna, L'informazione, La Voce di Mantova, Primo piano Molise e Gazzetta del Mezzogiorno), seppur risoltosi con molti di essi tra il 2004 e il 2005, ne ha favorito la diffusione in altre regioni.

## Statistiche

Diffusione giornaliera media regionale de La Stampa nel 1988, anno della sua massima diffusione con oltre 430.000 copie vendute (Dati ADS/ISTAT). Il quotidiano ha sempre venduto la gran parte delle sue copie in Piemonte e in generale nel nord ovest.

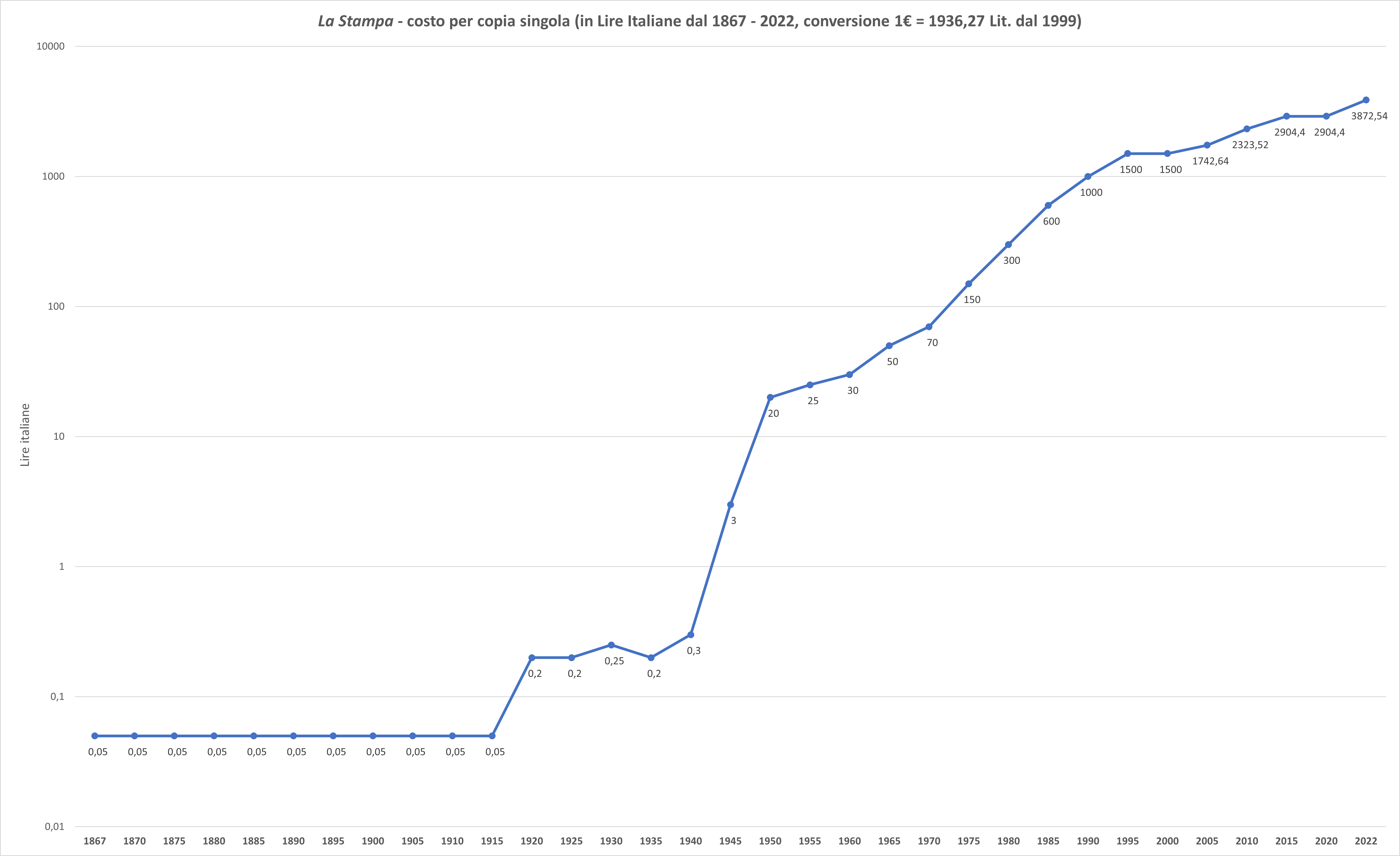
La Stampa - costo per copia singola (1867 - 2022), grafico in scala logaritmica.

### Statistiche generali

#### Costo per singola copia
Il costo di una singola copia del giornale è variato molto nel corso del tempo, anche in relazione alla svalutazione della lira italiana e dell'inflazione. Dalla fondazione nel 1867 fino agli anni immediatamente precedenti la Prima guerra mondiale La Stampa costò di 5 centesimi di lira, come tutti gli altri quotidiani. Nel periodo tra le due guerre esso fu tra i 20 e i 30 centesimi; dopo la Seconda guerra mondiale il costo aumentò rapidamente fino ad attestarsi sull'ordine di diverse decine di lire (dalle 20 alle 70) nel periodo del boom economico. Con le due crisi petrolifere del 1973 e del 1979 e l'elevata inflazione conseguente, una copia arrivò a costare 1000 lire nel 1990. Durante buona parte degli anni 1990 e fino all'introduzione dell'euro come moneta fisica, il costo fu di 1500 Lire (tra il 1999 e il 2001 il prezzo apparve sia in lire che in euro: 1500 lire e 0,77 €). Dal 2001 il costo venne aumentato a 0,90 € e tale rimase per gli anni 2000, per poi aumentare a 1,20 € e poi ancora a 1,50 € nel corso degli anni 2010.

#### Diffusione media e rivalità

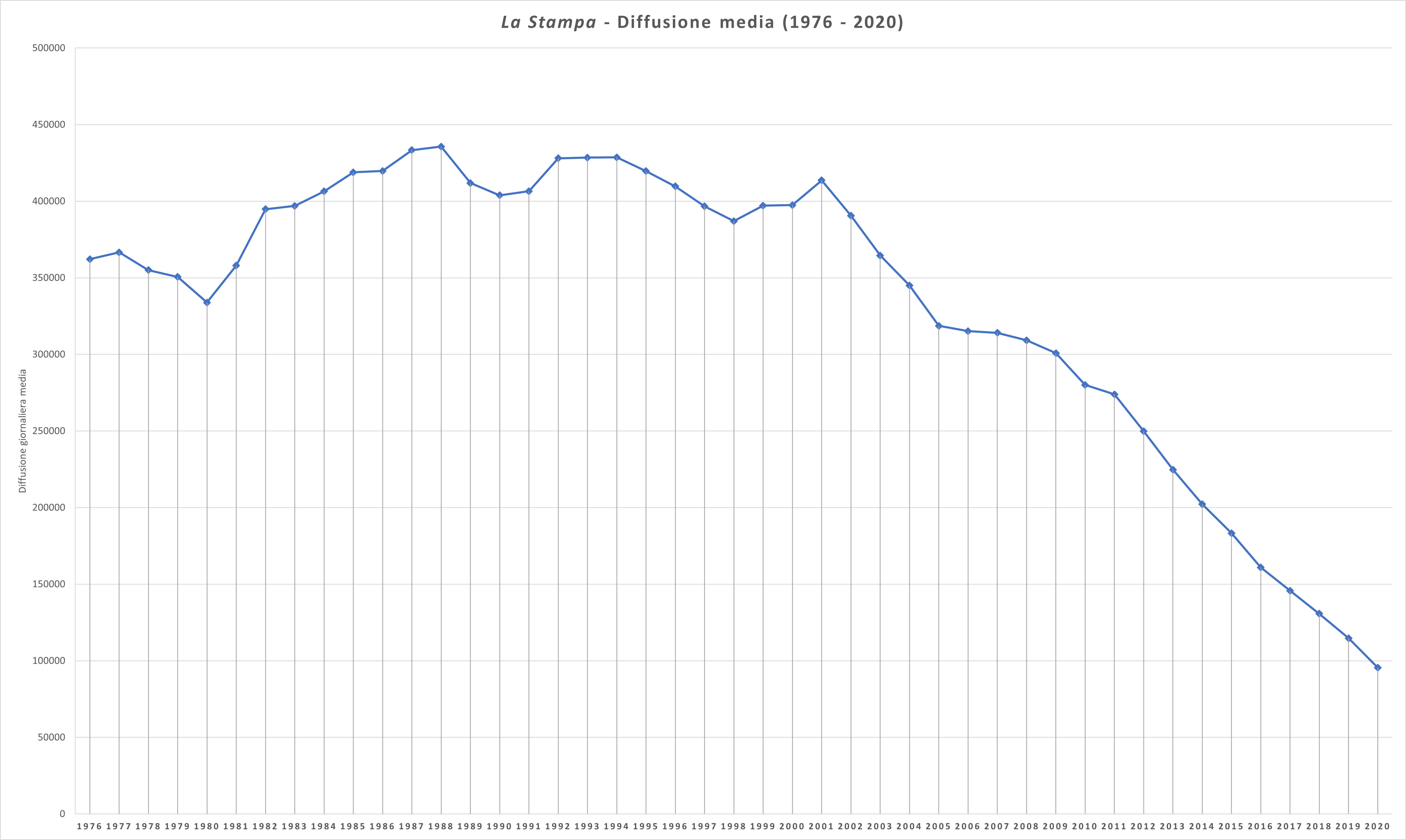
La Stampa - diffusione media (1976 - 2020), dati ADS.

La Stampa ha avuto come principale concorrente la concittadina Gazzetta del Popolo. La rivalità stimolò il miglioramento dell'offerta informativa (si vedano anche gli inserti settimanali illustrati, rispettivamente La stampa sportiva e L'Illustrazione del popolo) e le edizioni quotidiane si moltiplicarono. 
Dal secondo dopoguerra il quotidiano rivale ha perso progressivamente copie mentre La Stampa si è affermata stabilmente come secondo quotidiano nazionale, dietro al Corriere della Sera.
Alla metà degli anni sessanta, La Stampa vendeva in media 375 000 copie, alle quali si aggiungevano le 175 000 di Stampa Sera. Al gennaio 1970 la tiratura era di circa 615.000 copie.
Nel 1985 è sceso in terza posizione, scalzato dalla Repubblica, di Roma. La Stampa è riuscita, comunque, a rimanere quasi sempre da inizio anni 1980 fino al 2001 a circa quota 400 000 copie giornaliere di diffusione e anche oltre (raggiungendo il picco nel 1988, con 435 692 copie di diffusione media), per poi cominciare un rapido calo.

#### Formato e numero di pagine

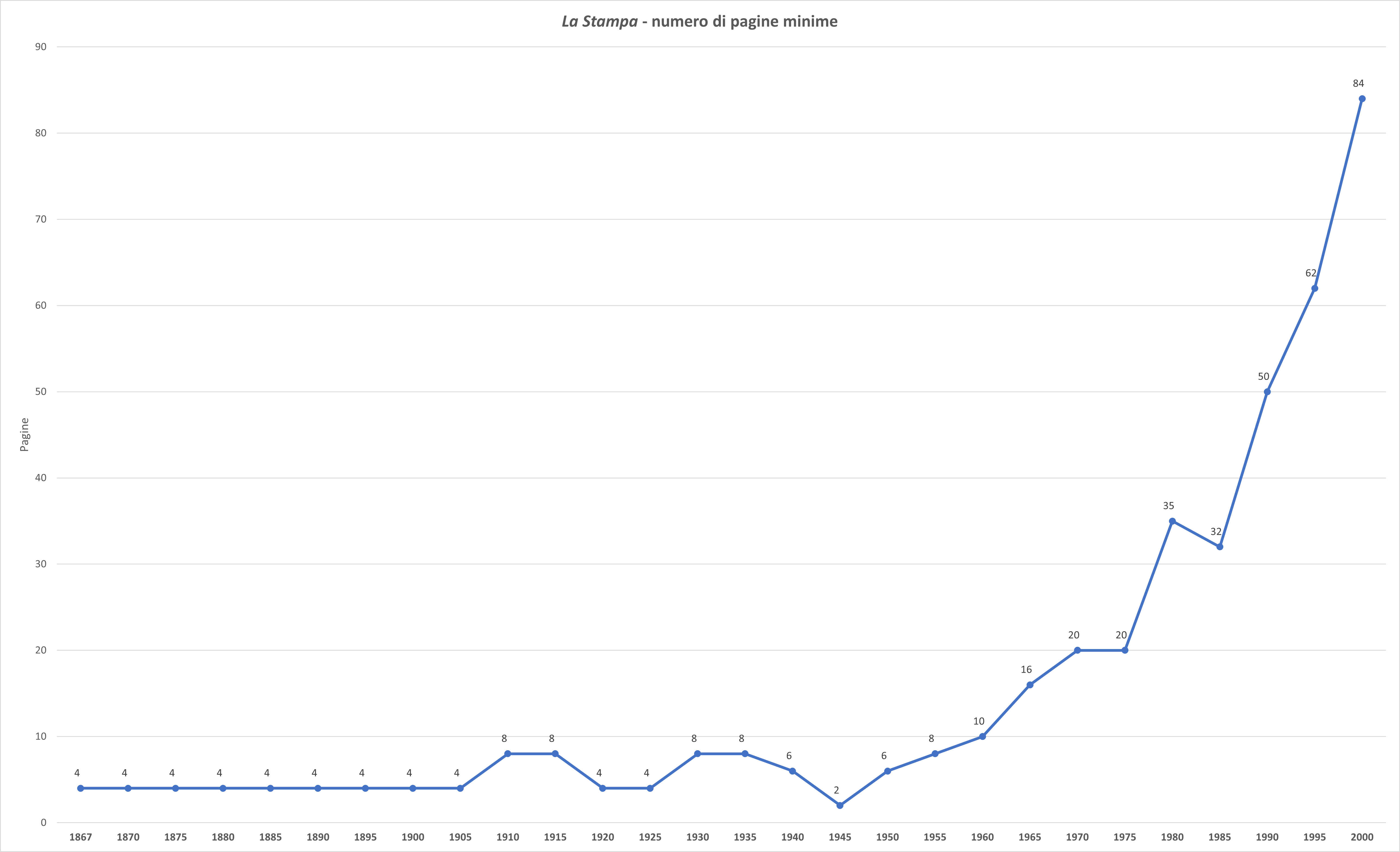
La Stampa - pagine minime per copia (a partire dagli anni '80 il numero di pagine anche tra un numero e l'altro è molto variabile, per cui viene preso un numero minimo tra quelli trovati).

Il formato utilizzato è stato per decenni il formato lenzuolo, standard per i quotidiani italiani. Dalla fondazione fino ai primissimi anni del Novecento la foliazione è stata di quattro pagine, per salire ad 8 prima della Grande Guerra. Dopo la crisi post-bellica, la quota è stata recuperata alla fine degli anni 1920.

Dopo la Seconda guerra mondiale la foliazione è scesa ai minimi storici di due pagine. Dal 1946 è risalita in maniera inarrestabile: le 10 pagine sono state superate attorno al 1960 e le 20 sono state raggiunte nel decennio successivo. Dai primi anni 1980 si comincia a non avere più un numero di pagine fisse e preimpostate. Una delle poche certezze è la Terza pagina, riservata alla cultura, una tradizione del giornalismo italiano.
Negli anni '80 il numero di pagine minime sale a 30, per poi espandersi fino a superare, alla fine del decennio, le 100 in media per numero. 
Il 27 giugno 1989 avviene un importante restyling: nuova veste grafica (adozione di caratteri con grazie in tutte le pagine), riduzione del formato (che viene ridotto), scomparsa della Terza pagina e un nuovo menabò a 7 colonne, più fotografie e titoli più isolati, volto a creare più spazio e più pulizia in ogni pagina, che sarà mantenuto fino agli anni 2000, con un numero medio di pagine per numero che oscilla tra le cento e le duecento.

### Diffusione (dati annuali)
La diffusione di un quotidiano si ottiene, secondo i criteri di Accertamenti Diffusione Stampa (ADS), dalla somma di: Totale Pagata + Totale Gratuita + Diffusione estero + Vendite in blocco.

Dal 2021 ADS ha abbandonato la distinzione tra copia cartacea e copia digitale, che è stata sostituita dalla distinzione tra «vendite individuali» (copie pagate dall’acquirente) e «vendite multiple» (copie pagate da terzi).
| Anno | Diffusione |
| ---- | ---------- |
| 2023 | 86 019     |
| 2022 | 97 800     |
| 2021 | 108 555    |

| Anno | Totale diffusione (cartacea + digitale) | Diffusione digitale | Diffusione cartacea | Tiratura |
| ---- | --------------------------------------- | ------------------- | ------------------- | -------- |
| 2020 | 118 251                                 | 22 824              | 95 427              | 153 302  |
| 2019 | 137 342                                 | 22 654              | 114 688             | 174 433  |
| 2018 | 154 736                                 | 23 992              | 130 744             | 197 010  |
| 2017 | 170 780                                 | 25 045              | 145 735             | 214 691  |
| 2016 | 188 080                                 | 27 048              | 161 032             | 232 392  |
| 2015 | 212 360                                 | 29 077              | 183 283             | 263 216  |
| 2014 | 222 720                                 | 20 470              | 202 250             | 287 684  |
| 2013 | 232 110                                 | 7 356               | 224 754             | 317 662  |

| Anno | Media mobile |
| ---- | ------------ |
| 2012 | 249 952      |
| 2011 | 273 899      |
| 2010 | 280 041      |
| 2009 | 300 790      |
| 2008 | 309 253      |
| 2007 | 314 117      |
| 2006 | 315 166      |
| 2005 | 318 653      |
| 2004 | 345 060      |
| 2003 | 364 534      |
| 2002 | 390 617      |
| 2001 | 413 688      |
| 2000 | 397 480      |
| 1999 | 397 093      |
| 1998 | 386 967      |
| 1997 | 396 724      |
| 1996 | 409 750      |
| 1995 | 419 674      |

Dati Ads - Accertamenti Diffusione Stampa. La diffusione di un quotidiano si ottiene, secondo i criteri dell'ADS, sommando: Totale Pagata + Totale Gratuita + Diffusione estero + Vendite in blocco.

## Altre attività
- «La Stampa» - Stabilimento tipografico che si occupa della stampa per il gruppo e per terzi.

## Galleria d'immagini

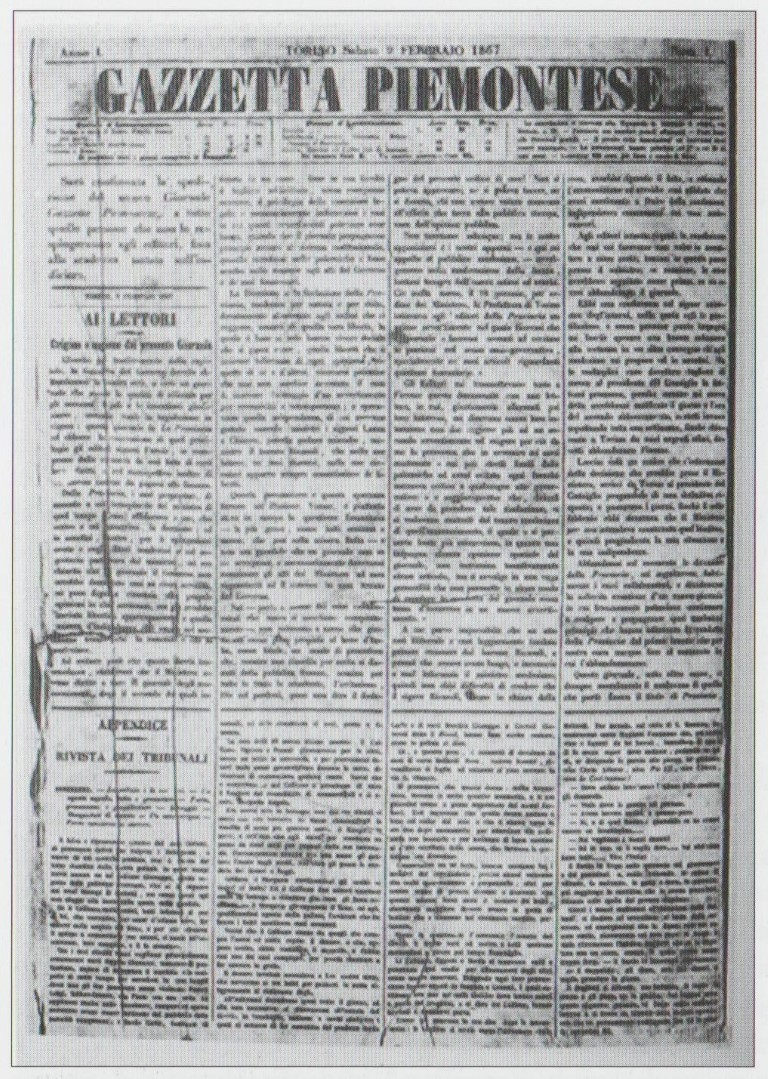
Primo numero della «Gazzetta Piemontese», uscito a Torino il 9 febbraio 1867.
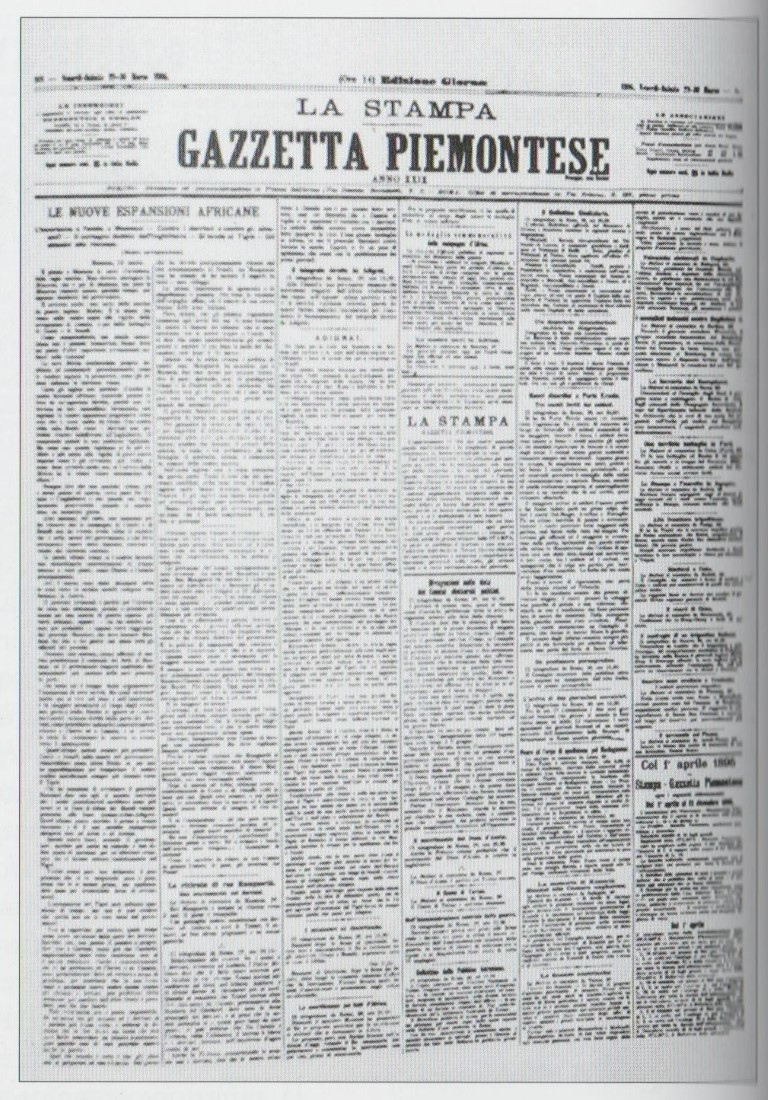
Un numero della «Stampa» con il sottotitolo «Gazzetta Piemontese» (anno 1894).
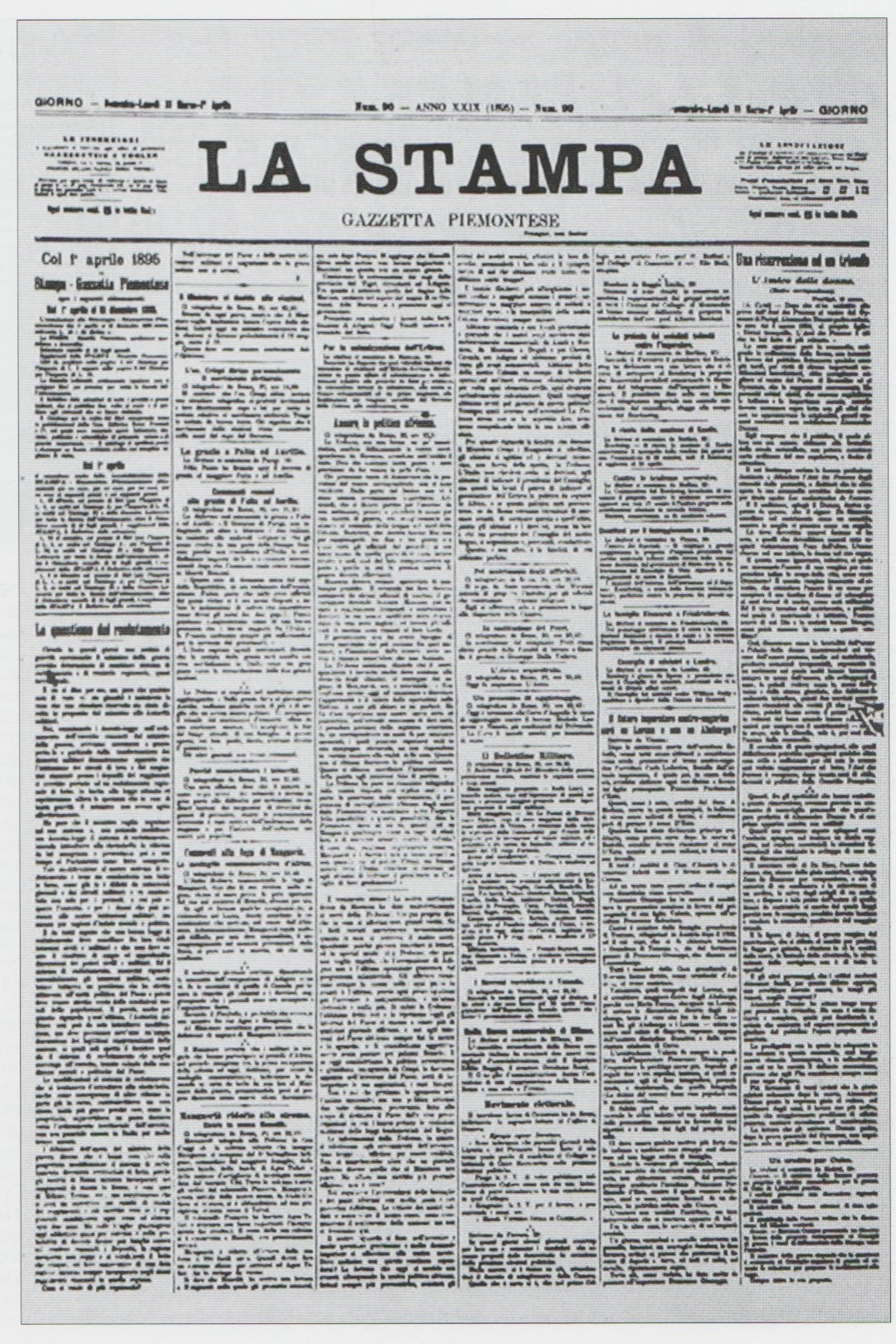
Dal 30 marzo 1895 le proporzioni sono invertite.